# Dénes Kemény
Dénes Kemény (Budimpešta, 14. lipnja 1954.), bivši mađarski vaterpolist i trenutačni izbornik mađarske reprezentacije.
Kemény je diplomirao 1978. na veterinarskom fakultetu. 1990. postao je vaterpolski trener. Kao igrač bio je europski juniorski prvak 1973. Mađarska je reprezentacija pod njegovim vodstvom (od 1997.) osvojila tri uzastopna olimpijska zlata (2000., 2004., 2008.), zlata na SP 2003., EP 1997. i 1999., SK 1999. i SL 2003. i 2004. Četvrto mjesto na EP osvojio je 2010. godine.
Pet puta proglašen je mađarskim športskim djelatnikom godine (1999., 2000., 2003., 2004., 2008.).
Sudionik je OI 2012. godine kao trener mađarskog izabranog sastava.